# Karl Wilbrandt
Karl Wilbrandt (* 12. Dezember 1864; † 6. Mai 1928) war ein deutscher Vizeadmiral der Kaiserlichen Marine.

## Leben
Karl Wilbrandt trat am 20. April 1882 in die Kaiserliche Marine ein und wurde am 18. Juli 1885 Unterleutnant zur See. 1888 diente er auf der Moltke und 1890 als Leutnant zur See (Beförderung am 19. Februar 1889) auf der Blücher. 1898/99 war er als Lehrer an der Deckoffizierschule.
Als Kapitänleutnant wurde er 1901 von der 2. Torpedo-Abteilung zum Chef einer Torpedoboots-Division ernannt. Er wurde Führer der 2. Kompanie der II. Torpedoabteilung und Kommandant der D 9 bzw. S 94, wurde später Chef der II. Torpedoboots-Flottille und der (VI.) Torpedoboots-Division. Als Korvettenkapitän war er von November 1902 bis März 1904 Kommandant der Jaguar, welche dem Ostasiatischen Kreuzergeschwader unterstellt war. Von 1905 bis 1908 war er Ausrüstungsdirektor der Werft in Kiel. Von September 1908 bis zur Außerdienststellung Mitte September 1909 war er Kommandant der Kaiser Karl der Große. Anschließend übernahm er für ein Jahr die Braunschweig.
Von 1910 bis 1912 war er Direktor der Ingenieur- und Deckoffizierschule. Anschließend wurde er zur Disposition gestellt und erhielt den Charakter als Konteradmiral verliehen.
Später kam es zu seiner Wiederverwendung und so war er mit der Aufstellung von Mitte November 1914 bis Ende Februar 1916 Kommandeur der 3. Marine-Brigade. Am 27. Januar 1916 wurde er Konteradmiral. Ab April 1918 war er als Nachfolger des Gründers, Richard Aschenborn, bis Kriegsende „Befehlshaber“ des Freiwilligen Motorboot-Korps (FMK). Er war damit zweiter und letzter Befehlshaber.
Am 23. September 1919 erhielt er den Charakter als Vizeadmiral.